# Alloispermum lindenii
Alloispermum lindenii là một loài thực vật có hoa trong họ Cúc. Loài này được (Sch.Bip. ex Wedd.) H.Rob. mô tả khoa học đầu tiên năm 1978.